# Hrvatska izvještajna novinska agencija
Hrvatska izvještajna novinska agencija (Hina) hrvatska je novinska agencija sa sjedištem u Zagrebu. 

## Povijest
Utemeljena je Zakonom o Hini koji je usvojen u Hrvatskom saboru 26. srpnja 1990. Prvu vijest Hina je emitirala 17. kolovoza 1990.
Novim Zakonom o Hini iz listopada 2001. preustrojena je u javnu ustanovu Republike Hrvatske.
Hina može u skladu sa Zakonom i Statutom osnivati u zemlji i inozemstvu podružnice – dopisništva.

## Djelatnost
Djelatnost je Hine prikupljanje i razašiljanje što potpunijih činjeničnih i objektivnih novinsko-agencijskih informacija o zbivanjima u Republici Hrvatskoj i svijetu za potrebe medija i inih sudionika društvenoga, političkoga, kulturnog i gospodarskog života. Tu djelatnost Hina obavlja kao javnu službu samo u slučajevima elementarnih nepogoda, epidemija, izvanrednog stanja ili rata.
Svoje opće servisne vijesti i informacije Hina je dužna staviti na raspolaganje svim pretplatnicima u Republici Hrvatskoj pod jednakim uvjetima.

## Uprava
Na čelu Hine je ravnatelj. Trenutna ravnateljica je Branka Gabrijela Vojvodić. Glavni urednik informativnog servisa je Serđo Obratov.

## Vanjske poveznice
- Hinina internetska stranica

|  | Portal Hrvatske – Pristup člancima s tematikom o Hrvatskoj. |